# トーマス・フェルマン
トーマス・フェルマン（Thomas Fehlmann、1957年 - ）は、ドイツ・ベルリン在住のスイス人作曲家/音楽プロデューサーで、1980年代から電子音楽の分野で活躍している。現在は、ドイツを拠点とするレコード・レーベル「Kompakt」で活動。フェルマンは、サン・エレクトリックやジ・オーブのメンバーを務めてきている。
代表的なリリース作品には、Kompaktレーベルからの『Visions of Blah』、ジ・オーブによる2004年の『バイシクル&トライサイクル』、TVドキュメンタリー『24H Berlin』のサウンドトラックである2010年のアルバム『グーテ・ルフト』などがある。2007年のアルバム『ホニグプンペ』は、音楽レビューサイト「ピッチフォーク」で8.6の評価を得ている。2018年、フェルマンは3枚のアルバムをリリース。テレンス・ディクソンとのコラボレーション作品『We Take It from Here』に加え、ソロ・アルバム『ロス・ラゴス (湖)』とドキュメンタリーのサウンドトラック『1929 - ダス・ヤール・バビロン』の2枚である。

## ディスコグラフィ

### リーダー・アルバム
- Wir Bauen Eine Stadt (1981年、Ata Tak) ※with ホルガー・ヒラー
- Der Kuss Des Tigers (1988年、WEA) ※with インガ・フンペ
- 『グッド・フリッジ - フローイング : 90-98』 - Good Fridge. Flowing: Ninezeronineight. (1998年、Apollo)
- One To Three. Overflow; Ninenine/nd (1999年、Apollo)
- Visions Of Blah (2002年、Kompakt)
- Lowflow (2004年、Plug Research)
- 『ホニグプンペ』 - Honigpumpe (2007年、Kompakt)
- Manual (2007年、21st) ※with エラルド・ベルノッチ
- 『グーテ・ルフト』 - Gute Luft (2010年、Kompakt)
- 『ロス・ラゴス (湖)』 - Los Lagos (2018年、Kompakt)
- We Take It From Here (2018年、Tresor) ※with テレンス・ディクソン
- 『1929 - ダス・ヤール・バビロン』 - 1929 - Das Jahr Babylon (2018年、Kompakt)
- Böser Herbst (2021年、Kompakt)

## 参照
- パレ・シャンブルグ : フェルマンは、このノイエ・ドイチェ・ヴェレ・グループの創設メンバーであった。